# La fabbrica del vapore
La fabbrica del vapore è un film italiano del 2000 diretto da Ettore Pasculli. Il titolo prende il nome da uno degli ambienti in cui è stato girato il film, una vecchia fabbrica milanese di tram a vapore.

## Trama
Antonella, è un architetto che non riesce a dimenticare il marito Riki, un famoso chirurgo scomparso improvvisamente. La vita di Antonella e di sua figlia Virginia viene nuovamente sconvolta da un evento fortuito che porta Antonella alla convinzione di poter rincontrare il marito. Durante questa ricerca incontrerà diversi personaggi: Gloria una regista televisiva; Dario un poeta amico di Riki; Gino un musicista sperimentale ed ex paziente di Riki ed infine Cinthia una prostituta innamorata di Gino.

## Produzione
Il film è stato girato interamente a Milano.